# Balclutha bilobata
Balclutha bilobata är en insektsart som beskrevs av Knight 1987. Balclutha bilobata ingår i släktet Balclutha och familjen dvärgstritar. Inga underarter finns listade i Catalogue of Life.